# Paul Altavelle
Paul Altavelle est un footballeur français né le 30 juillet 1922 à Cannes et mort le 13 décembre 1999 dans cette même ville.

## Biographie
Il est gardien de but à l'OGC Nice, l'AS Monaco, l'US Valenciennes-Anzin et au RC Strasbourg.
Au total, Paul Altavelle joue 11 matchs en Division 1 et plus de 50 matchs en Division 2.